# Iván López (athlétisme)
Pour les articles homonymes, voir Iván López.
Iván Guido López Bilbao (né le 10 mars 1990 à La Pintana) est un athlète chilien, spécialiste du demi-fond.
Il remporte le titre de champion sud-américain espoirs en 2010 et la médaille d'argent en 2012. Il remporte la médaille d'argent sur 1500 m lors des Jeux sud-américains de 2014. Sur cette distance de 1500 m, il détient le record national en 3 min 38 s 56 obtenu le 21 juin 2014 à Amiens.